# 매슈 본 (안무가)

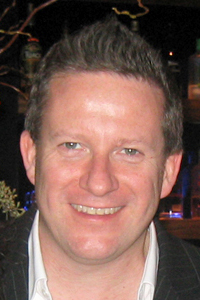

매슈 본 경(영어: Sir Matthew Bourne, OBE, 1960년 1월 13일 ~ )은 잉글랜드의 안무가이다. 1980년대 후반부터 《백조의 호수》 등 뮤지컬과 무용의 경계를 넘나드는 작품들을 만들었다.

## 생애
1978년 고등학교를 졸업한 후 지역의 극장과 BBC 방송국에서 티켓 판매, 문서 정리, 자리 안내 등 안무 현장과 관련된 다양한 일을 경험한다.
1982년에 라반 무용센터(현 Trinity Laban Conservatoire of Music and Dance)에 등록하며 춤을 배우기 시작했다.

## 서훈
- 2001년 대영 제국 훈장 4등급(OBE) 수훈[1]
- 2016년 기사작위(Knight Bachelor) 서임[2]